# Louis Girod de Montfalcon
Pour les articles homonymes, voir Louis Girod et Montfalcon (homonymie).
Louis Girod de Montfalcon (italianisé en Luigi Girod de Montfalcon), né le 27 avril 1813 à Ruffieux et mort le 12 décembre 1880 à Chambéry, est un magistrat et un homme politique savoyard.

## Biographie

### Origines
Louis François Girod (on trouve parfois la forme Giraud) naît à Ruffieux, en 1812, selon François Miquet ou le 27 avril 1813, selon la base Léonore, dans le département français du Mont-Blanc. Le duché de Savoie a été annexé par la France en 1792. Il est le fils de Claude Girod, né à Ruffieux, et de Fanny Montfalcon, fille d'un bourgeois révolutionnaire de Carouge. Son père, fils d'un ancien fermier du prieuré de Chindrieux et député à l'Assemblée des Allobroges, a fait l'acquisition, à la suite de la Révolution française, de nombreuses propriétés en Chautagne, dont la maison forte du Grand Mercoras ou le château de La Roche.
Leur fille Juliette Girod épousera son oncle maternel Louis-Apollonie de Montfalcon.
Il est créé baron par le roi Charles-Albert de Sardaigne, le 5 juillet 1845.

### Mandats politiques
La Constitution de 1848 ouvre de nouvelles perspectives politiques. Il se présente au collège électoral de La Motte pour représenter la Savoie au parlement du royaume de Sardaigne, à Turin, au cours de la VIe législature, en janvier 1853. Il échoue contre l'intendant Jean-Baptiste Dupraz. Toutefois, l'élection est annulée puisque l'intendant ne pouvait cumuler ce mandat avec sa charge. Une nouvelle élection est organisée au mois de mars. Il remporte cette fois-ci, par 127 voix, contre Louis Besson. Il est maintenu lors de la Ve législatures, en décembre 1853. En 1857, à l'occasion des élections pour la VIe législature, il perd face à au conservateur Benoît Mollard.
À la mort de Charles-Marie-Joseph Despine (1856), le siège du collège de Duingt est devenu vacant. Il se présente face à Germain Sommeiller, le 20 mars 1859. Il est choisi par le collège électoral et reste député jusqu'à l'annexion de 1860.
Favorable à l'annexion de la Savoie à la France, il fait partie de la délégation de 41 savoisiens menée par le comte Amédée Greyfié de Bellecombe et envoyée auprès de l'Empereur Napoléon III. Les conseils divisionnaires du duché se réunissent le 21 mars 1860 et décident de l'envoi d'une délégation de 41 savoisiens (nobles, bourgeois, officiers ministériels) favorables à l'Annexion. La délégation menée par le comte Amédée Greyfié de Bellecombe, comprend pour la province de Chambéry le député d'Aix Gustave de Martinel, les conseillers provinciaux Louis Bérard, Maurice Blanc, Ernest de Boigne, les barons Frédéric d'Alexandry d'Orengiani et Louis Girod de Montfalcon, ainsi que Charles Bertier, Alexis Falcoz, Pierre-Louis Besson, l'avocat Antoine Bourbon, le docteur Dardel, Jacques Prosper Degaillon, Charles François, Jacques Prosper Degaillon, Félix Gruat, Pierre Viviand, Savey-Guerraz et le major de la Garde nationale Vuagnat. La province d'Annecy est représentée par les députés Albert-Eugène Lachenal, Joseph Ginet (Rumilly), Hippolyte Pissard (Saint-Julien) et Jacques Replat (Annecy), accompagnés par Claude Bastian (ancien député de Saint-Julien), Dufour, les barons Scipion Ruphy (Annecy) et Jules Blanc (Faverges), François Bétrix (directeur de la Banque de Savoie), le docteur Descotes, Magnin, Masset, Alexis Rollier. À noter que le Chablais, plutôt favorable à un rapprochement avec la Suisse voisine n'envoie que Édouard Dessaix, Félix Jordan, François Ramel et Gustave Folliet.
Peu avant l'Annexion, il fut premier syndic de la commune de Ruffieux. Au lendemain de l'union à la France, il devient maire de la même commune.
Louis Girod de Montfalcon meurt le 12 décembre 1880, à Chambéry.

## Décorations
Louis Girod de Montfalcon a été fait :
- Chevalier de l'ordre des Saints-Maurice-et-Lazare
- Chevalier de la Légion d'honneur

Il est nommé, en août 1860, à la suite du voyage de l'empereur et sa femme, qui, venant de Lyon par chemin de fer, se rendirent dans le nouveau territoire à la suite de l'annexion et qui furent accueillis à Châtillon le baron.